# Monastères de Dubches
Les monastères de Dubches sont des monastères des Vieux Croyants de la confession Chasovennye  présents dans la vallée de la rivière Dubches près du village de Sandakches dans le district de Turukhansky du territoire de Krasnoïarsk.

## Histoire
Au tournant des années 1930 et 1940, un réseau de villages et de monastères laïcs s'est formé dans le bassin de la rivière Dubches à la suite de nombreuses années de réinstallation des vieux croyants de la confession chasonneye dans l'Oural et en Sibérie occidentale . Les vieux croyants ont fui dans ces lieux reculés de la taïga pour échapper à la collectivisation et à la persécution des autorités. Les abbés de la communauté lors de la réinstallation étaient le Père Mina et le Père Siméon . Le père Mina confessait et le père Siméon s'occupait des affaires domestiques. Le principal organisateur de la réinstallation était le père Antoine, dans le monde Afanasy Lyudinovskov, dont la part revenait également à la restauration des monastères après leur défaite en 1951.
Le 28 mars 1951, une opération du ministère de l'Intérieur fut menée, à la suite de laquelle les monastères furent détruits et leurs habitants arrêtés. Les vieux croyants détenus ont été torturés pour qu'ils livrent ceux qui se cachaient. Trente-trois personnes arrêtées lors de cette opération ont été condamnées pour « agitation contre-révolutionnaire » et participation à une « organisation contre-révolutionnaire » à des peines de prison allant de 10 à 25 ans,.
Cependant, plusieurs des personnes arrêtées lors de l'opération de destruction des monastères (dont Afanasy Murachev ) ont pu s'échapper alors qu'elles étaient transportées sur des radeaux le long de la rivière et ont presque immédiatement commencé à restaurer l'infrastructure des monastères. Après la libération des camps en 1954, certains vieux croyants retournèrent à Dubches.

## À notre époque
Dans les années 1990, les habitants des monastères de Dubches ont établi des contacts avec des vieux-croyants à l'étranger et les descendants d'émigrants russes ont commencé à visiter régulièrement les monastères et à augmenter le nombre de leurs habitants. Dans les années 1990, 60 à 70 personnes vivaient dans le monastère des hommes des monastères de Dubches et environ trois cents personnes dans les quatre monastères des femmes. Au milieu des années 2000, plus de 3 000 personnes vivaient dans les ermitages.

## Sources recommandées
- Patericon ouralo-sibérien. Textes et commentaires. Editeur du livre 1 (Volume 1-2) : Nikolai Pokrovsky